# Eleições diretas do Partido Social Democrata (Portugal) de 2008
As eleições diretas do Partido Social Democrata em 2008 ocorreram em Portugal e serviram para determinar quem seria o Presidente do Partido Social Democrata no mandato 2008-2010. A vencedora foi Manuela Ferreira Leite, que derrotou Pedro Passos Coelho e Pedro Santana Lopes, tornando-se a primeira mulher a ser líder de um dos grandes partidos portugueses.
Estas eleições foram convocadas após a demissão de Luís Filipe Menezes da liderança do PSD, a 17 de abril de 2008.
Numas eleições contestadas, Manuela Ferreira Leite venceu as diretas, tornando-se Presidente do PSD e vindo a contestar as eleições legislativas de 2009 contra José Sócrates.

## Candidatos

#### Candidatos declarados
| Nome                        | Nascimento | Histórico político |
| --------------------------- | ---------- | --- |
| Manuela Ferreira Leite (67) |            | Ministra de Estado e das Finanças (2002-2004) Ministra da Educação (1993-1995) Deputada pelo Distrito de Évora (1995-1999) e pelo Distrito de Lisboa (1999-2002) |
| Pedro Passos Coelho (43)    |            | Presidente da Juventude Social Democrata (1990-1999) Deputado pelo Distrito de Vila Real (1991-1999)                                                             |
| Pedro Santana Lopes (51)    |            | Primeiro Ministro (2004-2005) Presidente do Partido Social Democrata (2004-2005) Presidente da Câmara Municipal de Lisboa (2001-2004; 2005)                      |
| Mário Patinha Antão (62)    |            | Deputado pelo Distrito de Faro (1999-2005) e pelo Distrito de Braga (2005-2009)                                                                                  |